# شوغو تسوجي
شوغو تسوجي (باليابانية: 辻 周吾) (21 يوليو 1997 في تشيبا في اليابان – )؛ هو لاعب كرة قدم كان يلعب كحارس مرمى.

## وصلات خارجية
- شوغو تسوجي على موقع رابطة كرة القدم اليابانية للمحترفين (اليابانية)
- شوغو تسوجي على موقع قاعدة بيانات كرة القدم.إي يو (الإنجليزية)
- شوغو تسوجي على موقع Soccerway.com (الإنجليزية)
- شوغو تسوجي على موقع عالم كرة القدم.نت (الإنجليزية)